# Zwierzyniec (Lidzbark Warmiński)
Pour les articles homonymes, voir Zwierzyniec (homonymie).
Zwierzyniec est un village polonais de la voïvodie de Varmie-Mazurie, dans le powiat de Lidzbark.